# 特納 (蒙大拿州)
特納（英語：Turner）是位於美國蒙大拿州布萊恩縣的普查規定居民點。

## 歷史
特納的郵局自1912年營運至今。

## 人口
根據2020年美國人口普查的數據，特納的面積為1.15平方千米，皆為陸地。當地共有人口90人，而人口密度為每平方千米78.26人。